# Stein (Einheit)
Stein war eine Masseneinheit (Gewichtsmaß) und als Handelsgewicht in verschiedenen Regionen Europas, wie in den Niederlanden (Steen), Deutschland, hier insbesondere Norddeutschland, Polen (Kamień), England (Stone) und Schweden in Gebrauch. Das schon im 17. Jahrhundert bekannte Maß war recht verschieden und warenabhängig. In Braunschweig unterschied man in leichten und schweren Stein und in Königsberg in den kleinen und großen Stein. Auch gab es einen Unterschied zwischen dem Maß großer oder schwerer Stein und Kramergewicht. Wurde Flachs und Wolle gewogen, hatte man zwei verschiedene Steine, die bei Wolle nur halb so schwer waren. Das Maß Stein war in der Textilindustrie sehr beliebt.
Beispiele
- Amsterdam 1 Stein = 8 Pfund (alt) = 3952 Gramm
- Antwerpen 1 Stein = 8 Pfund (Brabanter) = 3763 ¾ Gramm
- Braunschweig 1 schwerer Stein = 22 4/5 Pfund = 10656 ¾ Gramm
- Braunschweig 1 leichter Stein = 11 2/5 Pfund = 5328 1/3 Gramm
- Bremen 1 Stein Flachs = 20 Pfund = 9971 4/5 Gramm
- Bremen 1 Stein Wolle = 10 Pfund = 4986 Gramm
- Königsberg  1 großer Stein = 33 Pfund (berlin.) = 15428 Gramm
- Königsberg 1 kleiner Stein = 20 Pfund (berlin.) = 9350 Gramm
- Niederlande 1 Steen = 3 Pond = 1,493 Kilogramm (vor der Einführung des metrischen Systems)[1]
- Niederlande 1 Steen = 3 Pond = 3 Kilogramm(nach der Einführung des metrischen Systems)
- Stockholm 1 Stein Wolle = 32 Pfund (Viktualien) = 13556 Gramm
- England 1 Stone = 3629 Gramm (Fleisch/Fisch)
- England 1 Stone = 2268 Gramm (Glashandel)
- England 1 Stone = ½ Tod = 6326 Gramm (Wollhandel)